# Škoda Fabia
O Škoda Fabia é um hatchback compacto da Škoda Auto. Foi o primeiro modelo desta marca a utilizar a plataforma A00 da VW, a qual também é empregada no Polo e no Ibiza. O Fabia substituiu o Felicia e também tem versões sedan e station wagon.
O Škoda Fabia foi premiado por várias vezes pelo seu bom preço, sua performance e seu nível de equipamentos:
- Carro do Ano 2000 no Reino Unido, Áustria, Polônia, Croácia e Eslováquia.
- Carro do Ano 2001 na Dinamarca.
- Vencedor do estudo nacional da República Checa AUTO 1.
- Roda de Ouro alemão Bild am Sonntag semanais.
- Carro do Ano para a revista britânica Auto Express.

## Primeira Geração (1999-2007)

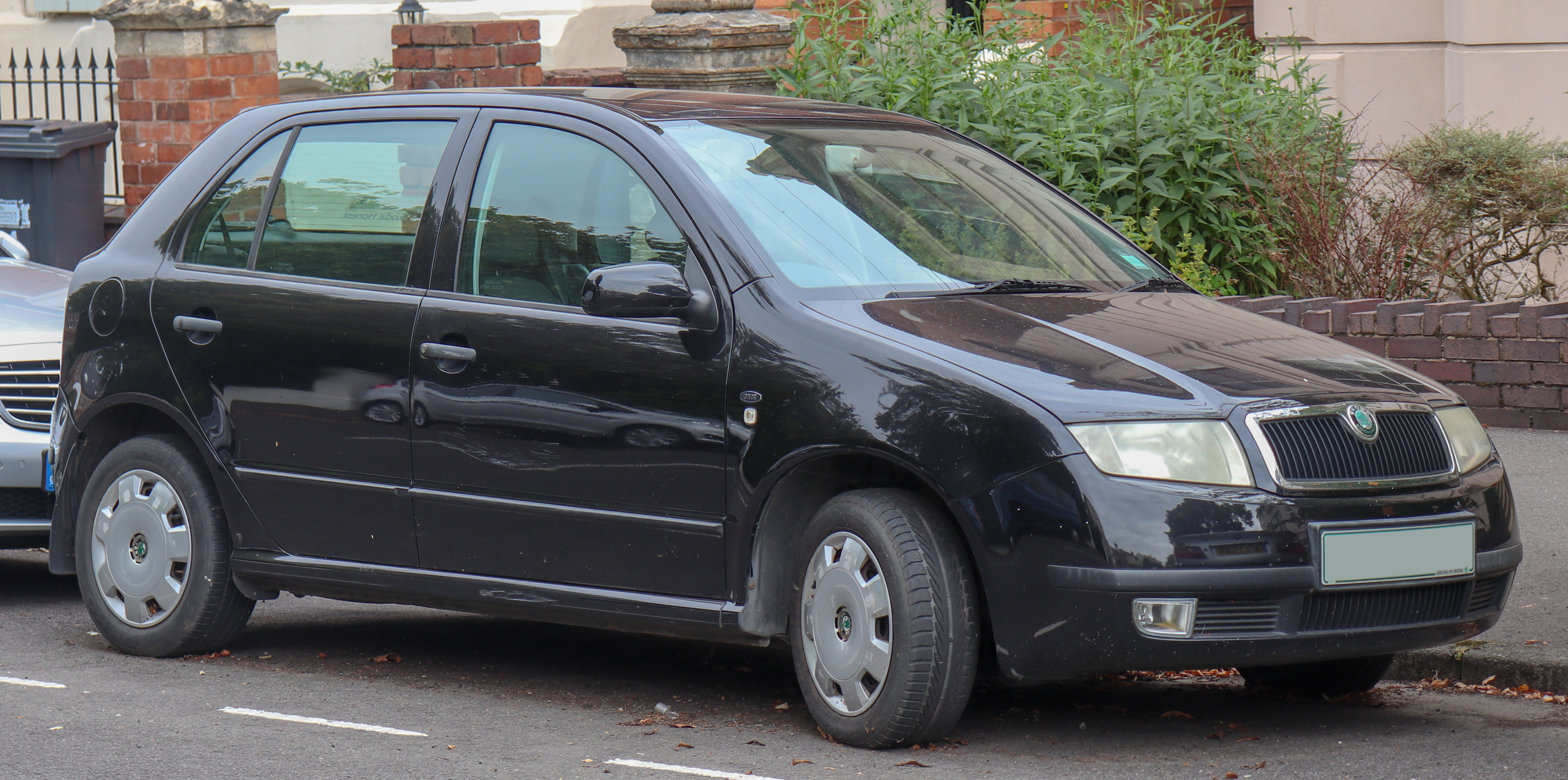
Primeira Geração

Esta geração foi produzida entre 1999 e 2007, e foi apresentado oficialmente no Salão Automóvel de Frankfurt 1999. Utilizava a mesma plataforma do Volkswagen Polo Mk4 e do SEAT Ibiza.

## Segunda Geração (2007-2014)

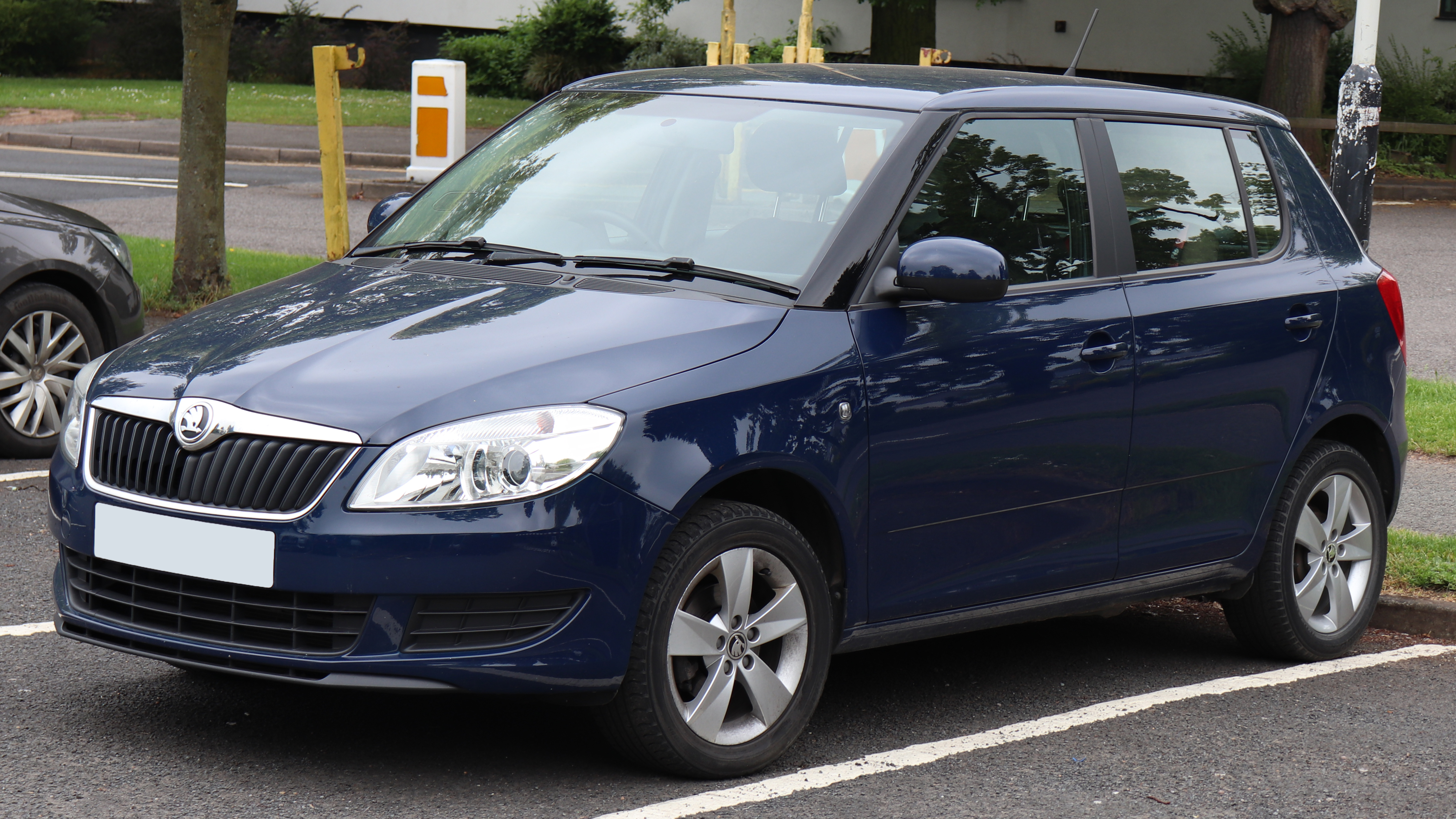
Segunda Geração

Esta geração foi produzida entre 2007 e 2014, e foi apresentado oficialmente no Salão Automóvel de Genebra 2007. Era mais largo do que o seu antecessor e tinha um design inspirado noutro modelo da gama Skoda, o Roomster.

## Terceira Geração (2014-presente)

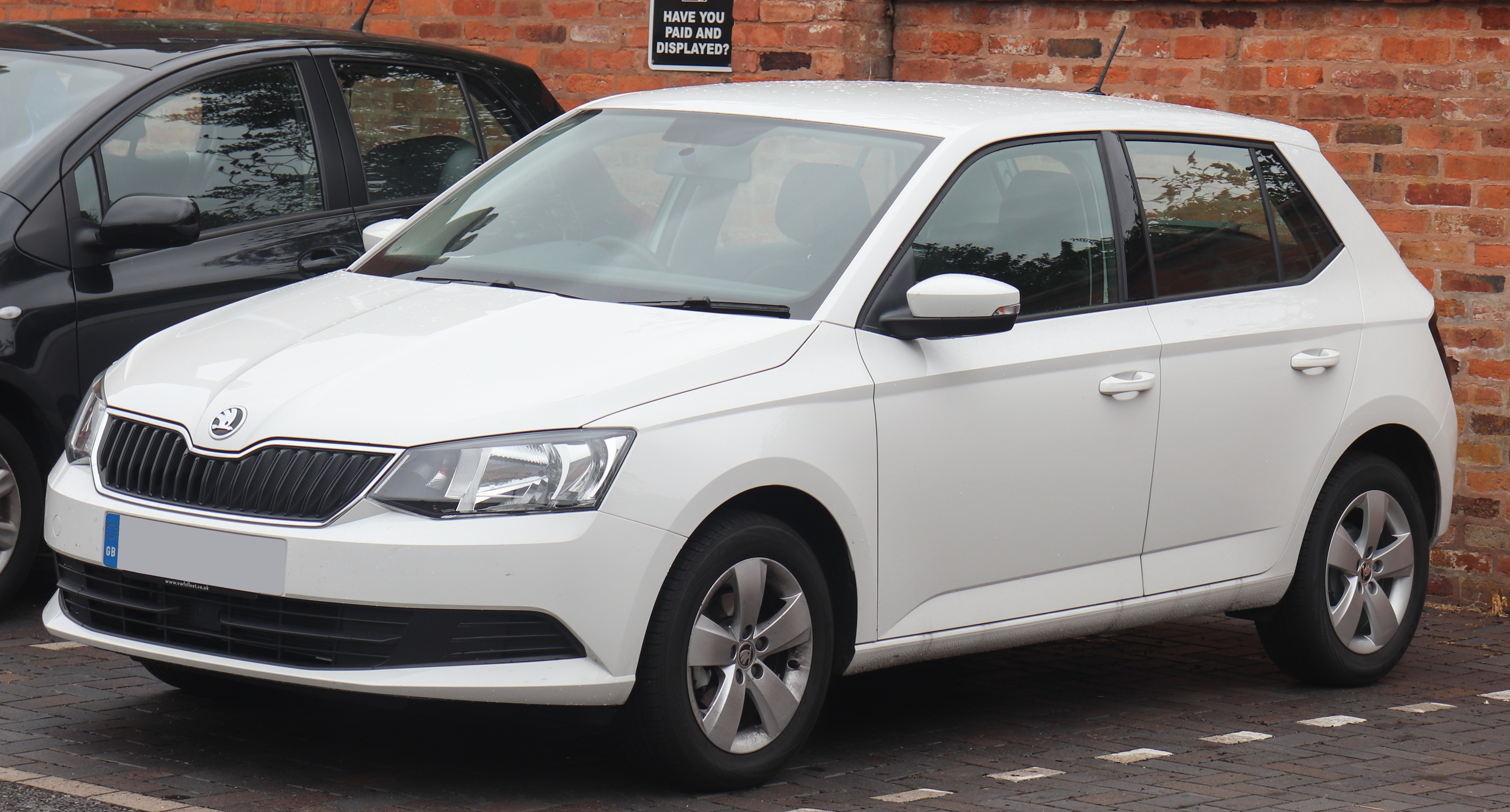
Terceira geração

Esta geração começou a ser produzida em 2014 e é a geração atual deste modelo. Foi apresentado no Salão Automóvel de Paris 2014. Em termos de design, o objetivo da Skoda foi criar um automóvel com uma aparência simples e de acordo com os ideais defendidos pela marca.